# Catalyseur de Shvo
Le catalyseur de Shvo, ou complexe de Shvo, est un complexe organométallique carbonylé de ruthénium utilisé pour les réactions d'hydrogénation par transfert. On en trouve des dérivés dans lesquels certains groupes phényle sont remplacés par des groupes tolyle.
On prépare ce complexe en faisant réagir du diphénylacétylène C6H5–C≡C–C6H5 avec du dodécacarbonyle de triruthénium Ru3(CO)12. Cette synthèse est efficace malgré son mécanisme complexe qui fait intervenir des ligands de type cyclopentadiénone C4H4C=O. Il contient deux centres ruthénium équivalents liés par une liaison hydrogène forte et un hydrure comme ligand pontant.
En solution, ce complexe se dissocie de façon asymétrique :
(η5-C5Ph4O)2HRu2H(CO)4 → (η5-C5Ph4OH)RuH(CO)2 + (η6-C5Ph4O)Ru(CO)2.
L'hydrure (η5-C5Ph4OH)RuH(CO)2 transfère H2, notamment vers des substrats polaires tels que des cétones et des cations iminium [R1R2C=NR3R4]+. L'espèce cyclopentadiénone (η6-C5Ph4O)Ru(CO)2 retire au contraire H2 de ces substrats.